# 村山智順
村山 智順（むらやま ちじゅん、1891年5月7日 - 1968年9月17日）は、日本統治時代の朝鮮で朝鮮総督府が作成した朝鮮の社会や民俗文化に関する数多くの報告書の執筆、編纂に関わった日本の宗教学、民俗学研究者。後に出家して日蓮宗の僧侶となり、新潟県刈羽郡北条町（後の柏崎市旧広田）の妙広寺で住職を務めたが、晩年は東京都に移り住んだ。

## 経歴
新潟県刈羽郡北条（後の柏崎市）に生まれるが、幼くして母を亡くし、地元の日蓮宗法布山妙広寺に預けられる。
住職であった村山智全（1867年 - 1943年）が寺の中に設けていた私塾である四恩報学舎に学び、その後、一時期、東京の中学校に在籍した後、帰郷して小千谷中学校を卒業し、第一高等学校を経て、1916年に東京帝国大学文学部哲学科社会学専修に入学し、1919年7月に卒業した。卒業論文は「日本国民性の発達」という題であった。
村山は、卒業後すぐに朝鮮に渡り、朝鮮総督府嘱託となったが、嘱託となることを選んだのは、転勤を嫌ってのことであったという。京城府では静岡県出身の妻を迎え、1男1女をもうけた。京城では、総督府での勤務のほか、セブランス専門学校（後の延世大学校）などで講義もしていたという。また、しばしば地方への出張にも出かけ、撮影してきた写真を自宅で現像していた。これらの写真は400点ほどが伝えられており、うち215点は2001年に季刊誌『自然と文化』の特集「村山智順が見た朝鮮民俗」で公開された。
地方出張のおもなものとしては、1927年の江原道、慶尚道、京畿道における習俗調査や、1930年の全羅南道、平安北道、慶尚道での占いや遊びなどに関する調査、1931年の咸鏡南道、済州島における調査、1932年の平安道、慶尚道での占いなどに関する調査、1936年の京畿道、慶尚北道（河回）、咸鏡南道、黄海道での祭礼についての調査などが挙げられる。
1937年夏から1938年秋にかけては、朝鮮総督府の機関誌『朝鮮』の編集にあたった。
村山が京城にいた当時、京城帝国大学の助教授となっていた秋葉隆は、東大文学部社会学専修の二年後輩であり、子どもたちの学校もそれぞれ同じで、両家は家族ぐるみの付き合いであった。
村山は、1941年3月に朝鮮を離れ、東京の朝鮮奨学会に主事として勤務した。このタイミングについては、既に1938年に『朝鮮』の編集を離れた際、雑誌の後記で総督府への不満を漏らしていた村山が、南次郎総督、塩原時三郎学務局長の体制下で強行された皇民化教育推進を嫌ってのことだったのではないかとする説もある。
1943年、村山智全が死去すると、故人の生前から後継を期待されていた村山智順は、身延山に赴いて修行し、1945年に妙広寺に住職として戻り、学界から身を引いた。
晩年、1958年以降には、再び東京で生活した。

## 業績
村山智順の業績として知られているものは、ほとんどが朝鮮総督府によって「調査資料」として発行されたものであり、村山は、同じく嘱託であった善生永助とともに「調査資料」の中心的な執筆者となっていた。なお、「調査資料」の一部は、いわゆる「マル秘」扱いされていた。また、他にも、まとめられたものの未発表に終わった著作や、学会誌への寄稿があった。業績の一部は、後年になって復刊されたり、大韓民国で翻訳書が出版されたりした。

### 朝鮮総督府刊行物
- 朝鮮の独立思想及運動、調査資料第十輯、1924年
- 内鮮問題に対する朝鮮人の声、調査資料第十二輯、1925年
- 朝鮮の群衆、調査資料第十六輯、1926年
- 朝鮮の服装、1927年
- 朝鮮人の思想と性格、調査資料第二十輯、1927年
- 朝鮮の習俗、1928年（無署名）[17]
- 朝鮮の鬼神、調査資料第二十五輯、1929年
  - 朝鮮の鬼神、韓国併合史研究資料70、龍溪書舎、2008年
- 朝鮮の風水、調査資料第三十一輯、1931年
  - 朝鮮の風水、国書刊行会、1972年
- 朝鮮の巫覡、調査資料第三十六輯、1932年
  - 朝鮮の巫覡、韓国併合史研究資料71、龍溪書舎、2008年
- 朝鮮の占卜と豫言、調査資料第三十七輯、1933年
  - 朝鮮の占卜と予言、国書刊行会、1972年
  - 朝鮮の占卜と豫言（上・下）、八幡書店、2019年
- 朝鮮の類似宗教、調査資料第四十二輯、1935年
- 部落祭、調査資料第四十四輯、1937年
- 釋奠・祈雨・安宅、調査資料第四十五輯、1938年
  - 釈奠・祈雨・安宅、国書刊行会、1972年
- 朝鮮の郷土娯楽、調査資料第四十七輯、1941年
  - 朝鮮の郷土娯楽、韓国併合史研究資料72、龍溪書舎、2008年

### その他
- 朝鮮市場の研究（1931年以降に著述：生前は未刊行[18]）
  - 朝鮮場市の研究、国書刊行会、1999年

以上のほか、1923年から1924年にかけて、朝鮮史学会の機関誌『朝鮮史講座』に「朝鮮社会制度史」と「風水に就いて」の2編を寄稿していた。

### 評価
青野正明は、村山による一連の調査報告への後年の評価について、大韓民国では、支配を目的とし、警察組織からの報告に依拠していることなどを踏まえて「資料的価値を認めないとする立場」と、「目的は別問題として資料的価値は認めるという立場」のふたつがあるとし、日本では、川村湊のように「韓国の前者の厳しい立場を踏襲」するもの、野村伸一のように「民俗学的なレベルで批評をした」もの、そして青野自身のように「調査方法と政策的意図を分析して資料批判した」ものがあると整理した。
現代の大韓民国において、風水地理思想に関する学術的研究は1980年代以降、崔昌祚に牽引される形で広がっていったが、その中で、村山の『朝鮮の風水』は様々に批判もされながら、先駆的研究としてしばしば言及されてきた。『朝鮮の風水』は、風水ブームが起こっていた1990年代の韓国で訳書が出版され、学術書でありながら1万5000部を売り上げたとされる。